# マーサ・ケント
マーサ・ケント（英: Martha Kent）は、DCコミックスの出版するアメリカン・コミックス『スーパーマン』に登場する架空の人物。ジェリー・シーゲルとジョー・シャスターによって創造され、1939年の"Superman Vol.1 #1"で初登場した。スーパーマンの育ての母親。

## 概要
マーサ・ケントはジョナサン・ケントの妻でカンザス州スモールヴィルで農場を営み、クリプトン星から地球へと飛来してきたカル゠エル（スーパーマン）に「クラーク・ケント」と名付け育てた養母である。またクラークに道徳を説き、超人的な力の意義を見出し、スーパーマンの人格に最も影響を与えた人物である。
1939年の『Superman #1』では、ジョナサンがクラークの将来を案じて「その力は隠さなければいけない、人々はお前を恐れるだろう」と慎重に諭しているのに対し、マーサは「必要とされた時は、その力を人々のために使いなさい」と助言している。初期のエピソードではケント夫妻はクラークが大人になる頃には死去していたため、回想で語られる出来事がスーパーマンとして活動する原動力になっている様子が描かれていた。
1986年の『マン・オブ・スティール (コミック)』で設定がリブートされてからは、マーサ・ケントはクラークがスーパーマンとして活躍するようになってからも生存しており、この時はマーサがスーパーマンのコスチュームを作ったという設定だった。

## 映画
スーパーマン (1948年の映画) (1948年)
演 - バージニア・キャロル
スーパーマン (1978年の映画) (1978年)
演 - フィリス・サクスター
スーパーマン リターンズ (2006年)
演 - エヴァ・マリー・セイント
マン・オブ・スティール (2013年)
演 - ダイアン・レイン
バットマン vs スーパーマン ジャスティスの誕生 (2016年)
演 - ダイアン・レイン
ジャスティス・リーグ (2017年)
演 - ダイアン・レイン

## ドラマ
スーパーマン (テレビドラマ) (1952年-1958年)
演 - フランシス・モリス
スーパーボーイ (テレビドラマ) (1988年-1992年)
演 - サロメ・イェンス
LOIS&CLARK/新スーパーマン (1993年-1997年)
演 - K・カラン
ヤング・スーパーマン (2001年-2011年)
演 - アネット・オトゥール

## アニメ

### テレビ・ウェブ
スーパーマン (アニメ) (1996年-2000年)
声 - シェリー・フェブレー
ジャスティス・リーグ (2001年-2004年)
声 - シェリー・フェブレー
ジャスティス・リーグ・アンリミテッド (2004年-2006年)
声 - シェリー・フェブレー
DCスーパーヒーロー・ガールズ (2015年-現在)
声 - ヘレン・スレイター

### 長編アニメ
スーパーマン:ブレイニアック・アタック (2006年)
声 - シェリー・フェブレー
スーパーマン:ドゥームズデイ (2007年)
声 - スージー・カーツ
オールスター・スーパーマン (2011年)
声 - フランセス・コンロイ
スーパーマン:アンバウンド (2013年)
声 - フランセス・コンロイ
デス・オブ・スーパーマン (アニメ) (2018年)
声 - ジェニファー・ヘイル
レイン・オブ・ザ・スーパーメン (アニメ) (2019年)
声 - ジェニファー・ヘイル